# Alfons Hecher
Alfons Hecher (ur. 16 października 1943 w Geisenhausen) – zachodnioniemiecki zapaśnik walczący w obu stylach. Olimpijczyk z Monachium 1972, gdzie zajął dziewiąte w kategorii 100 kg w stylu wolnym. Zajął szóste miejsce na mistrzostwach świata w 1971. Brązowy medalista mistrzostw Europy w 1969 roku.
Zdobył sześć tytułów mistrza Niemiec w latach 1969–1972 i 1974.
- Turniej w Monachium 1972

Pokonał Amerykanina Henka Schenka, a przegrał z Mongołem Chorloogijnem Bajanmönchem i Węgrem Józsefem Csatárim.
Na tych samych igrzyskach w zawodach zapaśniczych wystąpił jego brat Lorenz Hecher.